# Wahl (Luxemburg)
Wahl (Luxemburgs: Wal) is een plaats en voormalige gemeente in het Luxemburgse Kanton Redange. Op 1 september 2023 fuseerde de gemeente met Grosbous tot de gemeente Groussbus-Wal.
De gemeente had een totale oppervlakte van 19,74 km² en telde 1005 inwoners op 1 januari 2018.

## Evolutie van het inwoneraantal
| Jaar                              | 2001 | 2002 | 2003 | 2004 | 2005 | 2017 | 2018 |
| --------------------------------- | ---- | ---- | ---- | ---- | ---- | ---- | ---- |
| Inwoneraantal                     | 700  | 707  | 740  | 731  | 748  | 961  | 1005 |
| Opmerking: tellingen op 1 januari |      |      |      |      |      |      |      |

## Plaatsen in de gemeente
- Brattert
- Buschrodt
- Grevels
- Heispelt
- Kuborn
- Rindschleiden
- Wahl

## Demografie
Op 1 januari 2017 bestond 19,3% van de bevolking van Wahl uit mensen die niet over de Luxemburgse nationaliteit beschikten. Daarmee was Wahl de gemeente met relatief gezien het laagste aantal buitenlanders in heel het Groothertogdom.